# 黃日芳
黃日芳（16世紀—17世紀），號蠡源，湖广承天府沔阳籍四川重慶衛酉陽宣慰司人，明朝、南明政治人物。

## 生平
黃日芳是萬曆四十六年（1618年）戊午科湖广乡试舉人，崇禎四年（1631年）辛未科中進士，工部观政，授霍丘知縣，七年调任江阴县。後曾任職朱大典軍隊的贊畫，監督劉良佐軍協剿史。經史可法推薦，任兵部職方司郎中，和秦士奇到高郵督餉，別人都稱他敏捷幹練。史可法在軍隊親力親為，他勸告：「書檄委託幕府，兵餉委託胥吏，相公只需要主持就可。」又說：「用兵是致死之道，應以生機行動；將領是會死的官職，應以生氣出行。汾陽有很多歌姬，窮奢極欲，何曾因為私情廢棄公務。」史可法笑而不答。隨後他負責防河、清河和高郵，與來到的清朝使者辨論，又與陳士奇駐守邵伯，到揚州失陷後回鄉。
隆武帝繼位後，起用他為太僕寺少卿，福京淪陷後，不入城市，十餘年後卒。

## 引用
1. ↑  《崇祯四年辛未科三百五十名进士履历》：黄日芳，蠡源，诗五房，丙午四月初六日生。沔阳人，戊午六十二，会三十五，三甲一百五十二名。工部政，授霍丘知县，甲戌调江阴，保留霍丘。曾祖義衮。祖泗。父时雨。
2. 1 2  錢海岳《南明史·卷四十四·列傳第二十》：同時黃日芳，字蠡源，酉陽人。崇禎十三【四】年進士。授霍丘知縣。歷朱大典軍贊畫，監劉良佐軍協剿史。可法薦職方郎中，與秦士奇督餉高郵，以敏練稱。
3. ↑  同治《廬陵縣志·卷二十二·選舉志》：（萬曆）四十六年戊午（舉人）……黃日芳 義城人，湖廣籍，見進士
4. ↑  錢海岳《南明史·卷四十四·列傳第二十》：可法在軍，事必躬親，勸以「書檄委幕府，兵餉委胥吏，相公董其成可耳。」又曰：「兵者殺機，當以生意行之；將者死官，當以生氣出之。汾陽聲伎滿前，窮奢極欲，何嘗廢公」可法笑不答，旋命防河、清河、高郵。清使至，辨論不少屈。後與士奇駐邵伯，揚州陷歸。紹宗立，起太僕少卿。福京亡，不入城市十餘年卒。